# 조반니 졸리티
조반니 졸리티(Giovanni Giolitti; 이탈리아어 발음: [dʒoˈvanni dʒoˈlitti]; 1842년 10월 27일 – 1928년 7월 17일)는 이탈리아의 정치인이다. 그는 1892년부터 1921년까지의 기간 동안 이탈리아 총리를 다섯 차례 역임했다. 졸리티는 베니토 무솔리니 다음으로 이탈리아 역사상 두 번째로 긴 임기를 지낸 총리이다. 그는 역사적 좌파와 자유연합의 저명한 지도자였다. 졸리티는 이탈리아 역사상 가장 강력하고 중요한 정치인 중 한 명으로 널리 알려져 있으며, 이탈리아 정치에서의 그의 지배적인 지위는 그로 하여금 권위주의적 지도자이자 의회 독재자라는 비판을 받도록 만들었다.
졸리티는 통일 이후 이탈리아 정치에서 좌파와 우파의 극단을 고립시키면서 유연하고 중도적인 정부 연합을 만드는 변형주의(Trasformismo)의 대가였다. 그의 영향으로 인해 이탈리아 자유당은 구조적인 정당으로 발전하지 못한 채, 유권자와의 공식적인 연결을 갖추지 못한 일련의 비공식적 개인 그룹으로 남게 되었다. 졸리티가 거의 대부분의 기간 동안 총리 겸 내무장관으로 재직하고 있었던, 20세기가 시작되고 제1차 세계 대전이 시작되기까지의 1901년부터 1914년의 시기를 "졸리티 시대"라고 부르기도 한다.
윤리에 관심을 가졌던 중도 자유주의자였던 졸리티의 재임 기간은 여러 정부 개입 정책의 제정과 함께 일반 이탈리아인의 생활 수준을 향상시킨 광범위한 진보적 사회 개혁들이 통과되었던 시기이다. 몇 가지 관세, 보조금 및 정부 시책을 시행하는 것 외에도 졸리티는 민영 전화 및 철도 사업을 국유화했다. 졸리티는 국민경제의 발전이 부의 생산에 필수적이라 보았으나, 자유 무역을 지지했던 자유주의자들은 이러한 "졸리티 체제"를 비판했다.
졸리티 정치의 주된 관심은 중도에 위치하여 보수주의와 진보주의 사이를 세심히 움직이면서 기존 제도와 사회 질서를 보존하는 것이었다. 우익 비판자들은 정치적 편의를 위해 의회에서 사회주의자들의 표를 얻으려 했던 그를 사회주의자라고 비판하는 반면, 가에타노 살베미니(Gaetano Salvemini)와 같은 좌파의 비판자들은 그가 부패한 정치인이며, 범죄자들의 도움으로 선거에서 승리했다고 비난했다. 그가 이탈리아 정치에 남긴 매우 복잡한 유산은 여러 작가들과 역사가들 사이의 격렬한 논쟁을 야기하고 있다.

## 유년기
졸리티는 피에몬테주 몬도비에서 태어났다. 그의 아버지인 지오비날레 졸리티(Giovenale Giolitti)는 민형사 사건에 연루된 가난한 시민들을 지원하는 법률 사무소인 아보카투라 델 포베리(avvocatura dei poveri)에서 일하고 있었다. 그는 조반니가 태어난지 1년 뒤인 1843년에 사망했다. 졸리티의 가족은 토리노에 있는 어머니 엔리체타 플루치우(Enrichetta Plochiù)의 집으로 이사했다.
졸리티는 어머니에게서 글을 배웠다. 토리노의 산 프란체스코 다 파올라 김나지움의 교육은 그와 잘 맞지 않았다. 그는 수학과 라틴어, 그리스어 문법을 좋아하지 않았고, 그 대신 역사를 선호했으며 월터 스콧과 오노레 드 발자크의 소설을 읽었다. 조반니는 16세에 토리노 대학에 입학했으며, 3년 후 1860년에 법학 학위를 받았다.
그의 삼촌은 사르데냐 왕국의 의회 의원이었고, 카보우르 백작 카밀로 벤소의 비서인 미켈란젤로 카스텔리(Michelangelo Castelli)의 절친한 친구였다. 그러나 지오리티는 리소르지멘토에 별다른 관심을 보이지 않았으며, 또래 학생들과 달리 제2차 이탈리아 독립 전쟁에 지원하지 않았다.

### 행정 경력
그는 이탈리아 법무부에서 행정 경력을 쌓아가기 시작했다. 그로 인해 그는 자신의 기질과 맞지 않는 리소르지멘토에 발을 들이지 않게 되었으나, 이후 이탈리아 통일 과정에 참여했던 세대가 정치권에서 활동하는 동안 정치 활동에 있어 그에게 불리하게 작동하게 되었다.
1869년 그는 재무부의 고위직으로 자리를 옮겨 우익 여당의 퀸티노 셀라(Quintino Sella), 마르코 민게티(Marco Minghetti) 등과 함께 일했다. 그 해에 그는 니트로글리세린을 발견한 것으로 유명한 화학자 아스카니오 소브레로의 조카인 로사 소브레로(Rosa Sobrero)와 혼인했다.

## 정치 입문
1882년 이탈리아 총선거에서 그는 역사적 좌파의 속하는 하원의원으로 선출되었다. 이 선거는 좌익 여당을 이끌었던 아고스티노 데프레티스에게 있어서 전체 508석 중 289석을 석권하는 대승이었다.
하원 의원직에 있으면서 그는 데프레티스 내각의 재무장관이었던 아고스티노 마그리아니에 대한 비판으로 명성을 쌓았다.
1887년 7월 29일 데프레티스가 사망하자 프란체스코 크리스피가 좌익 그룹의 지도자로서 움베르토 1세에 의해 총리로 임명되었다.
1889년 3월 9일 졸리티는 크리스피에 의해 새 재무장관으로 임명되었다. 그러나 1890년 10월, 식민지 정책에 대한 크리스피와의 이견으로 졸리티는 재무장관직을 사임했다. 사임 몇 주 전 에티오피아 황제 메넬리크 2세는 크리스피가 서명한 우찰레 조약의 이탈리아어 조문에 대해서, 에티오피아가 이탈리아의 보호국이 되어야만 할 필요가 없다고 이의를 제기했다. 메넬리크 2세는 이를 대외 언론에 알렸으며 이 일은 스캔들로 비화되었다.
새 총리인 루디니 후작 안토니오 스타라바가 이끌던 내각이 1892년 5월에 붕괴하자, 움베르토 1세는 졸리티로 하여금 새 내각을 구성하는 임무를 내렸다.